# ケン・カーソン
ケン・カーソン（Ken Carson、2000年4月11日 - ）は、ジョージア州アトランタ出身のアメリカ合衆国のラッパー兼音楽プロデューサーである。本名は、ケニヤッタ・リー・フレイジャー・ジュニア（Kenyatta Lee Frazier Jr.）。カーソンは当初、SoundCloudでのリリースや、同じくアトランタ出身のラッパーであるデストロイ・ロンリーとのコラボレーションで注目を集めた。2019年、カーソンはプレイボーイ・カーティのレコードレーベルであり、インタースコープ・レコード傘下のOpiumと契約し、デビュー・スタジオ・アルバム『Project X』（2021年）をリリースした。

## キャリア

### 2015–2019年：キャリアの始まり
カーソンは、2015年に同じくプロデューサーであるTM88と出会った後、ラッパーとして808マフィアに加入し、2017年にSoundCloudで音楽をリリースし始めた。アンダーグラウンドのラップシーンで人気を博した後、彼は同じくアトランタ出身のラッパーであるプレイボーイ・カーティに見出され、2019年に彼のレーベルOpiumと契約した。カーソンは、デストロイ・ロンリーやホミサイド・ギャングの中でOpiumと最初に契約したアーティストでもある。

### 2020–2022年：『Teen X』、『Project X』、『X』
2019年にOpiumと契約した後、カーソンは翌年2つのEP『Boy Barbie』と『Teen X』をリリースした。
2021年の初め、彼は3枚目のEP『Teen X: Relapsed』をリリースし、同年末にはデビュー・スタジオ・アルバム『Project X』をリリースした。2022年2月、彼はアメリカのラッパー、イートのセカンド・スタジオ・アルバム『2 Alivë』の収録曲「Gëek high」にゲスト参加した。2022年7月8日、セカンド・スタジオ・アルバム『X』をリリースした。このアルバムはBillboard 200で115位、ビルボードのTop R&B/Hip-Hop Albumsチャートでは50位を記録した。
2022年10月、彼は同じくアトランタ出身のラッパー、ソーフェイゴのデビュー・スタジオ・アルバム『Pink Heartz』のために、シングル「Hell Yeah」を共同でリリースし、付随するミュージックビデオも公開した。2022年10月31日、ケン・カーソンはアルバム『X』のデラックス版『Xtended』をリリースし、同時にデストロイ・ロンリーをフィーチャーした楽曲「MDMA」のミュージックビデオをYouTubeで公開した。2023年1月16日には「Freestyle 2」のミュージックビデオが公開された。2024年6月13日、この曲はアメリカレコード協会（RIAA）からゴールド認定された。

### 2023年–現在：『A Great Chaos』と『More Chaos』
カーソンは2023年2月14日のバレンタインデーにシングル「I Need U」をリリースした。2023年5月5日、カーソンはデストロイ・ロンリーのデビュー・スタジオ・アルバム『If Looks Could Kill』の楽曲「Money & Sex」にフィーチャーされた。2023年6月、カーソンはリル・ウージー・ヴァートの3枚目のスタジオ・アルバム『Pink Tape』の楽曲「x2」をプロデュースした。2023年10月6日、カーソンは自身の3枚目のスタジオ・アルバム『A Great Chaos』の先行予約リンクをツイートし、プロジェクトが10月13日に18曲入りのトラックリストでリリースされることを示した。3日後、複数のトラックがDiscordサーバーで共有された後、アルバムのほぼ全体がオンラインでリークされた。10月12日、アルバムのリリースを記念してブルックリンのダンスクラブSiloでアルバム発売記念パーティーが開催された。カーソンはOpiumのレーベルメイトであるデストロイ・ロンリーと共に「Fighting My Demons」、「Lose It」、「Hardcore」、「Singapore」、「Paranoid」といったトラックを披露した後、同じくOpiumの創設者であるプレイボーイ・カーティを招き、彼の最新アルバム『Whole Lotta Red』（2020年）からの「Stop Breathing」や、トラヴィス・スコットの4枚目のスタジオ・アルバム『Utopia』（2023年）からの「FE!N」を披露した。
2024年7月5日、『A Great Chaos』のデラックス版をリリース。これには2024年4月12日にリリースされたシングル「Overseas」を含む7曲が追加されている。このシングルは『Billboard Hot 100』で79位で初登場し、彼にとって初の同チャート入りとなった。2024年11月1日、4枚目のスタジオ・アルバム『More Chaos』のプロモーションとしてシングル「Delusional」をリリースした。このシングルはUS Hot R&B/Hip-Hop Songsチャートで49位で初登場した。最終的に、彼は25歳の誕生日である2025年4月11日にこのアルバムをリリースし、ビルボード200で初の1位、Top R&B/Hip-Hop Albumsチャートでトップ10入りを果たした2枚目のアルバムとなり、初週で59,500アルバム相当単位を記録した。

## 音楽スタイル
カーソンの音楽スタイルは、『HotNewHipHop』の音楽評論家アレクサンダー・コールによって、「エネルギッシュな性質を持つエレクトロニックなプロダクション」と「集中したフロウ」を持つと評された。『Pitchfork』のマーノ・スンダレサンは、カーソンを彼のメンターであるプレイボーイ・カルティ、特に2020年のアルバム『Whole Lotta Red』や、彼のフロウとメンタリティにおいてリル・ウージー・ヴァートと比較した。

## ディスコグラフィ

### スタジオ・アルバム
- 『Project X』 (2021)
- 『X』 (2022)
- 『A Great Chaos』 (2023)
- 『More Chaos』 (2025)

## ツアー

### ヘッドライニング
- The X Man Tour (2022)
- Chaos Tour (2024)
- Lord of Chaos Tour (2025)

### 受賞とノミネート
| 授賞式                                   | 年   | 対象作品     | 部門 | 結果 |
| ---------------------------------------- | ---- | ------------ | --- | ---- |
| ベルリン・ミュージック・ビデオ・アワード | 2023 | Rock n' Roll | style="background: #FFE3E3; color: black; vertical-align: middle; text-align: center; " class="no table-no2 notheme"\|ノミネート |      |